# Paphiopedilum armeniacum
Paphiopedilum armeniacum är en orkidéart som beskrevs av Sing Chi Chen och Fang Yuan Liu. Paphiopedilum armeniacum ingår i släktet Paphiopedilum och familjen orkidéer. IUCN kategoriserar arten globalt som starkt hotad. Inga underarter finns listade i Catalogue of Life.

## Bildgalleri

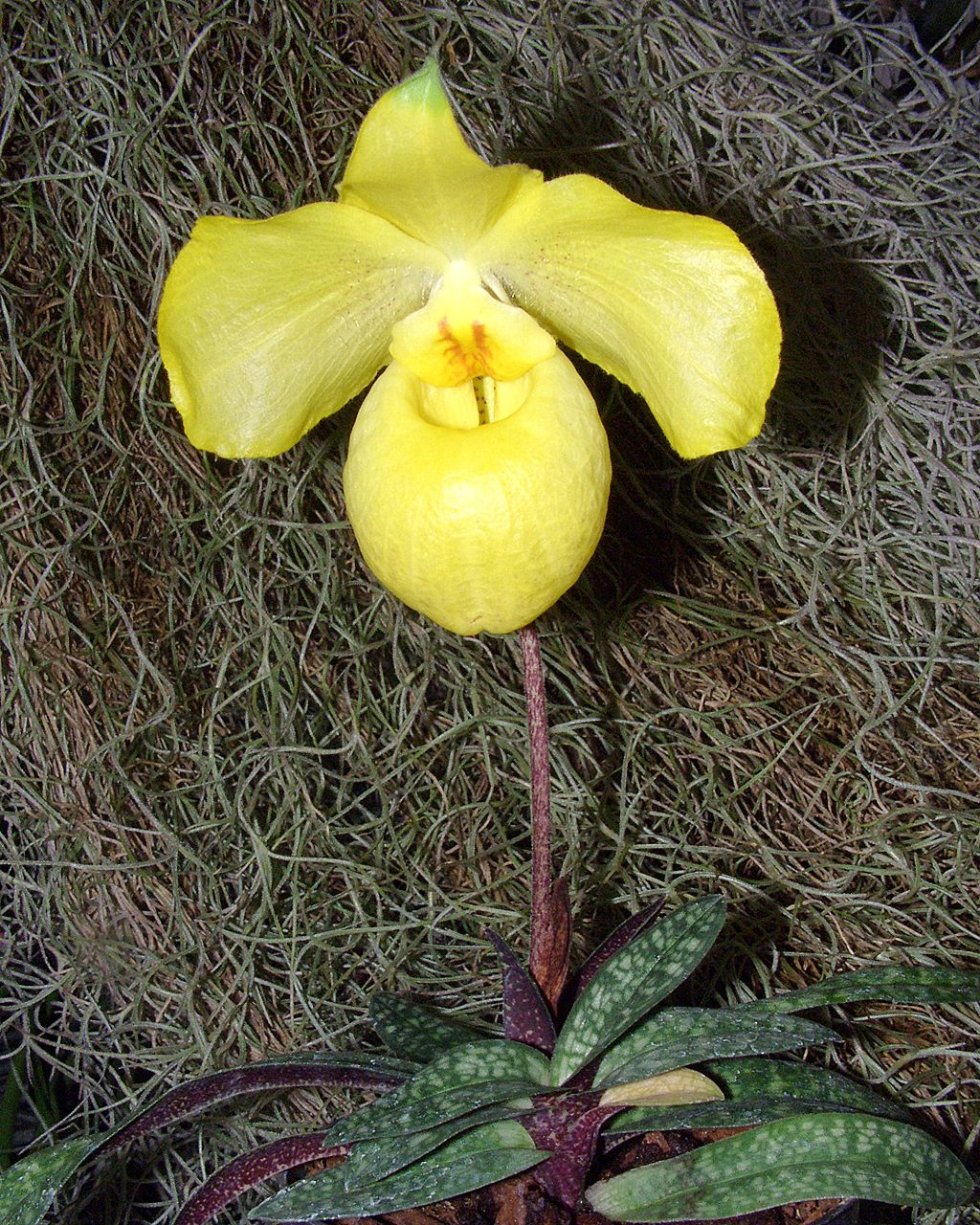
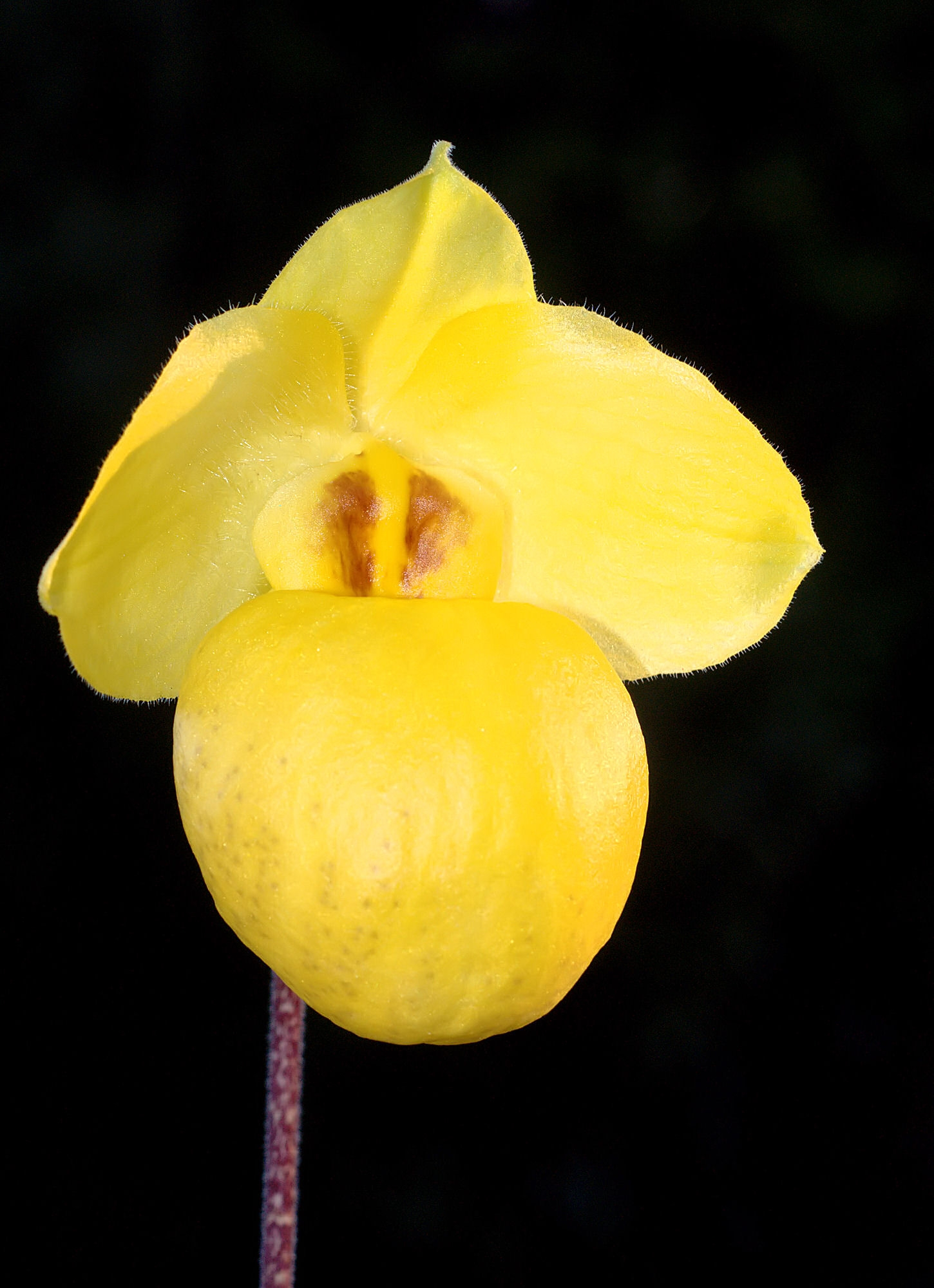
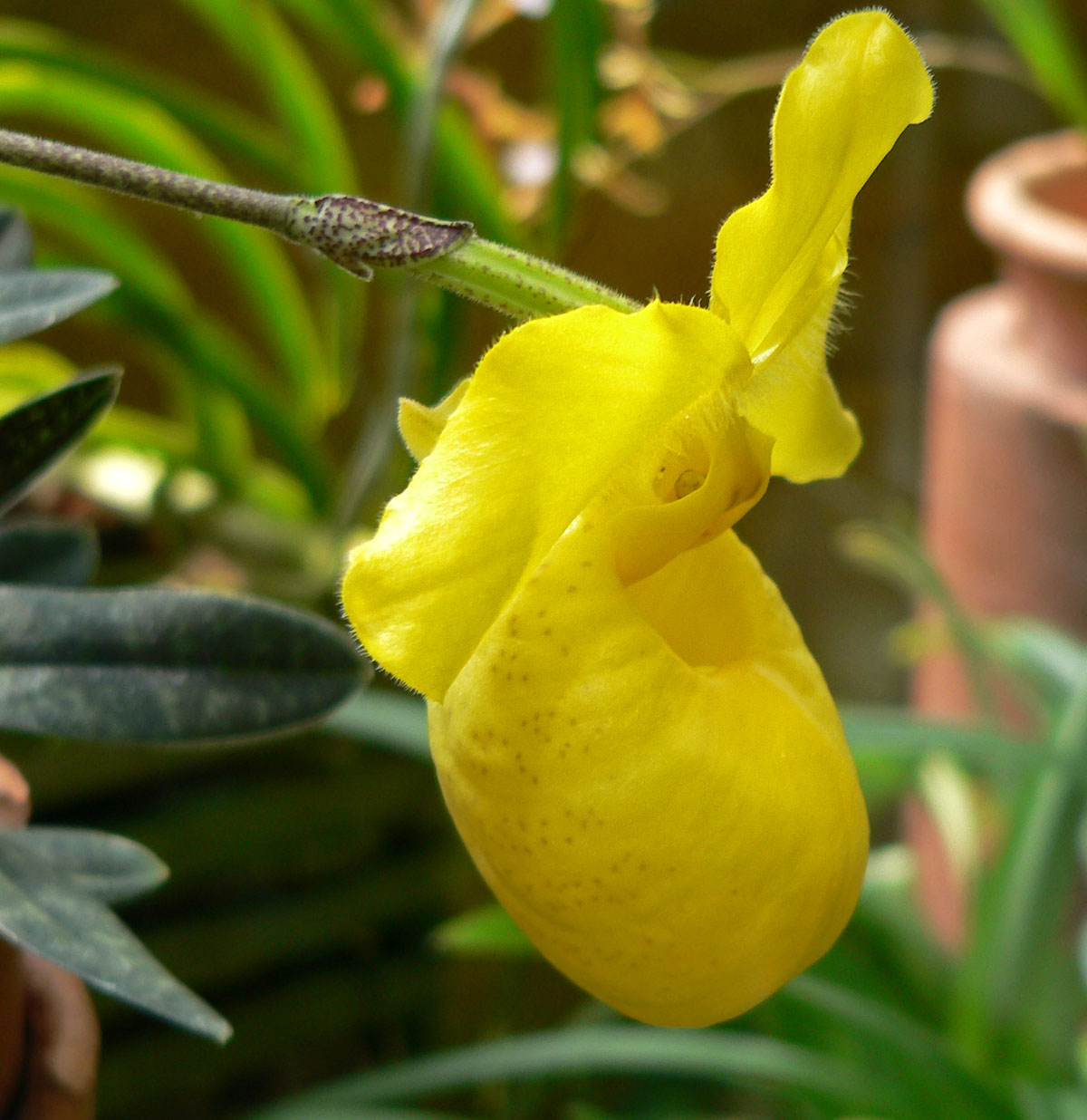